# Podnoszenie ciężarów na Letnich Igrzyskach Olimpijskich 1976 – waga średnia mężczyzn
Rywalizacja w wadze do 75 kg mężczyzn w podnoszeniu ciężarów na Letnich Igrzyskach Olimpijskich 1976 odbyła się 22 lipca 1976 roku w hali Aréna Saint-Michel. W rywalizacji wystartowało 17 zawodników z 14 krajów. Tytułu sprzed czterech lat nie obronił Jordan Bikow z Bułgarii, który tym razem nie startował. Nowym mistrzem olimpijskim został jego rodak - Jordan Mitkow, srebrny medal wywalczył Wartan Militosjan z ZSRR, a trzecie miejsce zajął Peter Wenzel z NRD.

## Wyniki
| Pozycja | Zawodnik            | Reprezentacja     | Waga  | Rwanie | Rwanie | Rwanie | Podrzut | Podrzut | Podrzut | Wynik |
| Pozycja | Zawodnik            | Reprezentacja     | Waga  | 1      | 2      | 3      | 1       | 2       | 3       | Wynik |
| ------- | ------------------- | ----------------- | ----- | ------ | ------ | ------ | ------- | ------- | ------- | ----- |
| 1. !    | Jordan Mitkow       | Bułgaria          | 74,40 | 145,0  | 145,0  | 150,0  | 182,5   | 190,0   | 190,0   | 335,0 |
| 2. !    | Wartan Militosjan   | ZSRR              | 74,80 | 145,0  | 145,0  | 150,0  | 185,0   | 185,0   | 192,5   | 330,0 |
| 3. !    | Peter Wenzel        | NRD               | 74,75 | 140,0  | 150,0  | 150,0  | 182,5   | 187,5   | 187,5   | 327,5 |
| 4       | Wolfgang Hübner     | NRD               | 74,40 | 137,5  | 142,5  | 145,0  | 172,5   | 177,5   | 177,5   | 320,0 |
| 5       | Arvo Ala-Pöntiö     | Finlandia         | 74,65 | 137,5  | 142,5  | 142,5  | 177,5   | 177,5   | 182,5   | 315,0 |
| 6       | András Stark        | Węgry             | 75,00 | 140,0  | 145,0  | 145,0  | 175,0   | 180,0   | 182,5   | 315,0 |
| 7       | Ondrej Hekel        | Czechosłowacja    | 74,65 | 140,0  | 145,0  | 145,0  | 165,0   | 172,5   | 177,5   | 312,5 |
| 8       | Daniel Zayas        | Kuba              | 74,65 | 135,0  | 140,0  | 142,5  | 170,0   | 177,5   | 177,5   | 310,0 |
| 9       | Norbert Bergmann    | RFN               | 74,65 | 125,0  | 130,0  | 132,5  | 177,5   | 177,5   | 182,5   | 310,0 |
| 10      | Klaus Groh          | RFN               | 74,65 | 137,5  | 137,5  | 142,5  | 170,0   | 175,0   | 175,0   | 307,5 |
| 11      | Fred Lowe           | Stany Zjednoczone | 74,80 | 127,5  | 132,5  | 135,0  | 165,0   | 165,0   | 170,0   | 305,0 |
| 12      | Robert Kabbas       | Australia         | 74,00 | 127,5  | 127,5  | 132,5  | 165,0   | 170,0   | 177,5   | 297,5 |
| 13      | Mehdi Attar-Aszrafi | Iran              | 73,45 | 125,0  | 130,0  | 130,0  | 165,0   | 165,0   | 175,0   | 295,0 |
| 14      | Christian Kinck     | Francja           | 74,85 | 130,0  | 130,0  | 130,0  | 155,0   | 160,0   | 160,0   | 285,0 |
| 15      | Malik Arszad        | Pakistan          | 74,60 | 117,5  | 117,5  | 122,5  | 160,0   | 160,0   | 167,5   | 282,5 |
| –       | János Komjáti       | Węgry             | 74,65 | 135,0  | 135,0  | 140,0  | 170,0   | 170,0   | 170,0   | DNF   |
| –       | Dragomir Cioroslan  | Rumunia           | 74,85 | 137,5  | 142,5  | 145,0  | 177,5   | 182,5   | 182,5   | DSQ   |